# Ка де Пинчи (Мантова)
Ка де Пинчи је насеље у Италији у округу Мантова, региону Ломбардија.
Према процени из 2011. у насељу је живело 32 становника. Насеље се налази на надморској висини од 36 м.